# Zdeněk Pecka
Zdeněk Pecka   (Litoměřice, 6 de febrer de 1954 - 30 de gener de 2024) va ser un remer txec que va competir sota bandera de Txecoslovàquia durant les dècades del 1970 i 1980. Va estar casat amb l'esquiadora de fons Květa Jeriová.

## Trajectòria
El 1976 va prendre part en els Jocs Olímpics d'Estiu de Montreal, on guanyà la medalla de bronze en la competició del quàdruple scull del programa de rem. Formà equip amb Jaroslav Hellebrand, Václav Vochoska i Vladek Lacina. Quatre anys més tard, als Jocs de Moscou, fent equip amb Václav Vochoska, guanyà la medalla de bronze en la competició del doble scull.
En el seu palmarès també destaquen cinc medalles al Campionat del Món de rem: tres de plata, el 1975 i 1977 en el quàdruple scull i el 1979 en el doble scull; i dues de bronze, el 1974 en el quàdruple scull i el 1982 en el doble scull.